# Alfredo Edel
Alfredo Leonardo Edel (Colorno, 15 maggio 1856 – Boulogne-sur-Seine, 16 dicembre 1912) è stato un pittore, costumista e illustratore italiano.

## Biografia

Locandina per Le mage, 1891

Alfredo Leonardo Edel nacque a Colorno in una famiglia di origine alsaziana.
Alcuni membri della sua famiglia erano artisti: il padre Leopoldo era un pittore dilettante, il fratello Vittorino un figurinista e la sorella Adele dipingeva professionalmente, ma soprattutto la famiglia si vantava della discendenza da Giuseppe Naudin, celebre miniaturista, maestro di pittura della duchessa di Parma Maria Luigia d'Austria, divenuto in seguito alla fine del Ducato di Parma, regio pittore di Vittorio Emanuele II.
Ebbe una brillante carriera artistica ricca di riconoscimenti sia come pittore ed illustratore e soprattutto come costumista teatrale della Scala di Milano dal 1880 al 1890.
Collaborò con i maggiori teatri d'Europa, essendo un'artista estroso e creativo, considerato tra gli innovatori del teatro italiano di fine secolo.
La sua attività variava dalla lirica (Otello di Verdi, 1887; Bohème di Puccini, 1897; Veritas et Amor di Pizzi, 1904; Don Carlos di Verdi, 1912), balletti (Excelsior, 1881; Sport, 1899; Rosa d'amore, 190°; Bacco e Gambrinus, 1905), circo (Barnum, 1889-90), pantomime (Little Bo Peep e Robinson Crusoe, Londra 1892) e alla extravaganza (Neptune's Daughter, Londra 1906).
Muore a Boulogne-sur-Seine vicino a Parigi il 16 dicembre 1912 ed è sepolto nel cimitero locale.

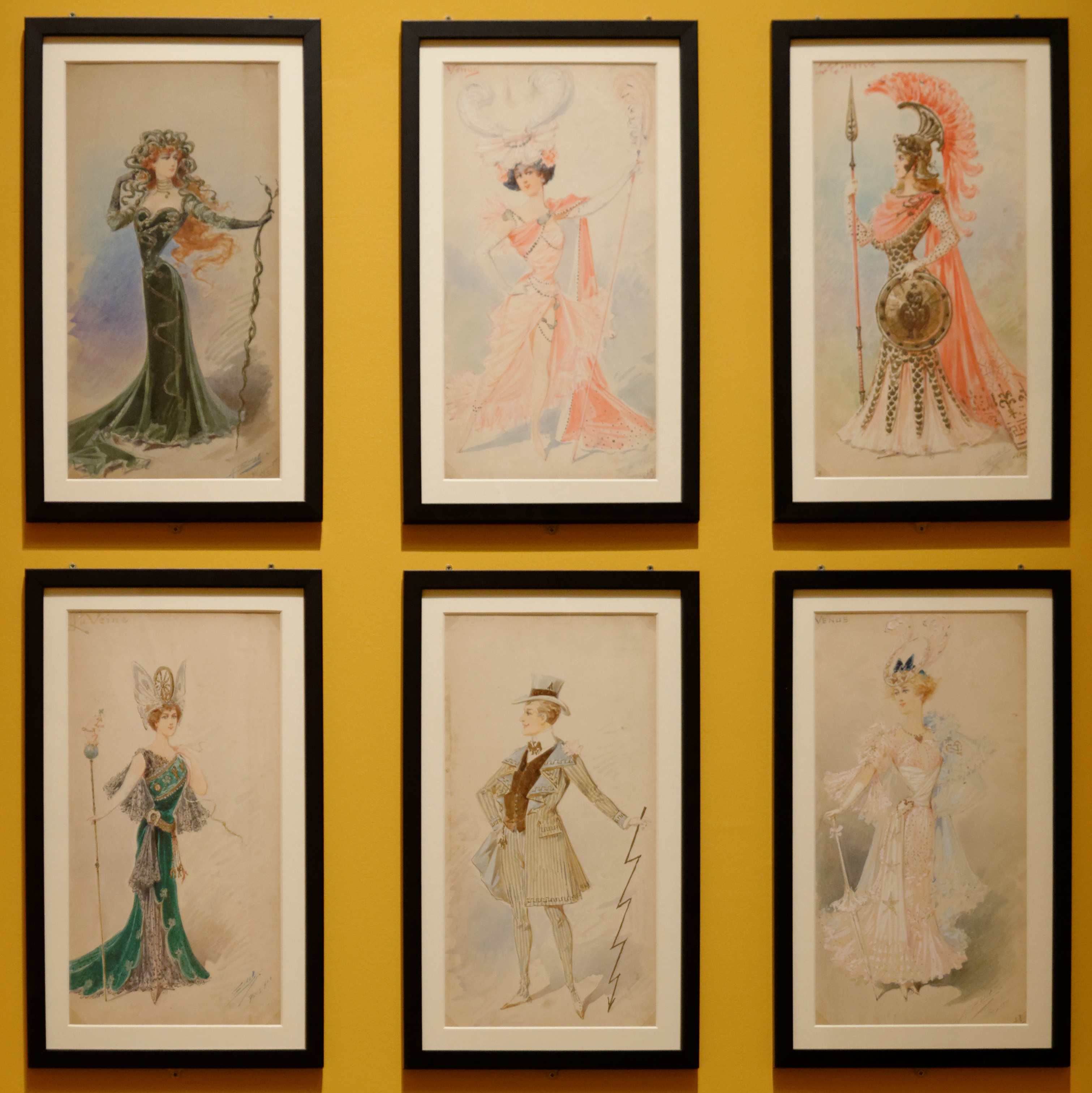